# Morphnarchus princeps
La poiana barrata  (Morphnarchus princeps (Sclater, 1865)) è un uccello rapace della famiglia Accipitridae, diffuso in Sud America. È l'unica specie nota del genere Morphnarchus.

## Distribuzione e habitat
La specie è diffusa in Costa Rica, Panama, Ecuador, Colombia e Perù.